# Виа Цецилия
Виа Цецилия (на латински: Via Caecilia) е римски път, построен през 142 пр.н.е. от Луций Цецилий Метел Калв или 117 пр.н.е. от Луций Цецилий Метел Диадемат като разклонение от Виа Салария през Амитернум (при Л'Акуила), пресича централните Апенини на Passo delle Capanelle и води към Hatria (днес Атри) или през Interamnia Praetuttiorum (Терамо) към Castrum Novum (Джулианова) към Адриатическо море.